# آدم فيليبس (لاعب كرة قدم)
آدم فيليبس (بالإنجليزية: Adam Phillips)‏ هو لاعب كرة قدم بريطاني في مركز الوسط، ولد في 15 يناير 1998 في Garstang ‏ في المملكة المتحدة. لعب مع نادي ليفربول.